# Caroline Springs George Cross FC
Caroline Springs George Cross FC (założony jako George Cross FC) – australijski klub piłkarski z siedzibą w dzielnicy Sunshine w Melbourne (Wiktoria), założony w 1947 roku. Zespół występuje w rozgrywkach National Premier Leagues Victoria 2. W latach 1984–1991 uczestniczył w rozgrywkach National Soccer League (NSL). Zdobywca pucharu Australia Cup w 1964 roku, mistrz stanu Wiktoria z 1977 roku.

## Historia

### Lata 1947 – 1983

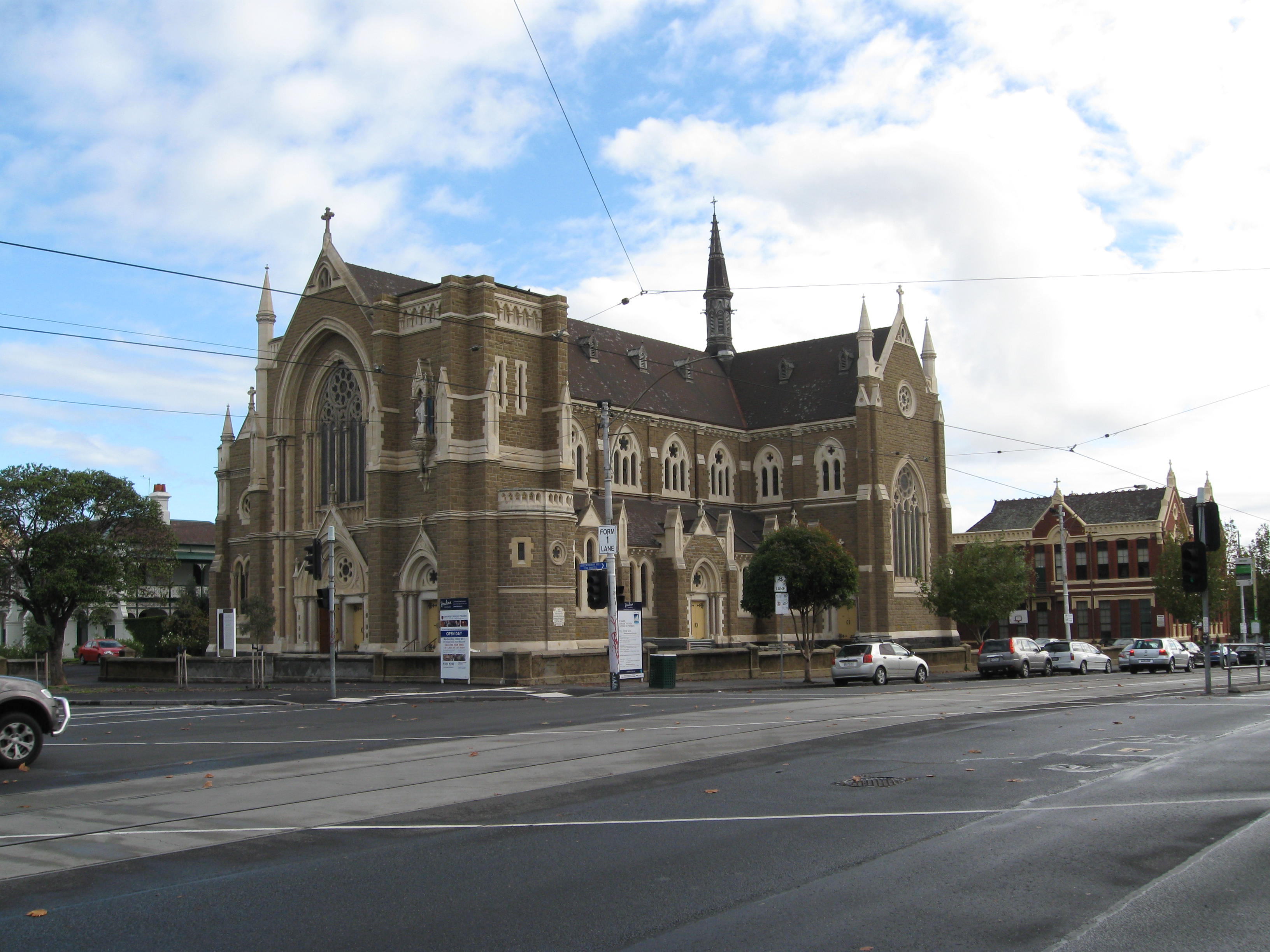
Kościół St Mary Star of the Sea, miejsce założenia klubu George Cross FC

Klub George Cross FC został założony w dniu 12 marca 1947 roku przez Maltańskich imigrantów na spotkaniu zorganizowanym w sali kościoła St Mary Star of the Sea w dzielnicy West Melbourne. W 1948 roku klub przystąpił do rozgrywek Victorian Division 3. Pierwszy oficjalny mecz rozegrał w dniu 8 maja 1948 roku przeciwko zespołowi Woodlands. Spotkanie zakończyło się zwycięstwem drużyny George Cross FC w stosunku 2:0. W 1949 roku klub zdobył tytuł mistrzowski w rozgrywkach Victorian Division 3 i awansował do rozgrywek Victorian Division 2. W Victorian Division 2 George Cross FC występował w latach 1950 – 1952, 1954 oraz 1956 – 1957. Zdobywając dwukrotnie mistrzostwo rozgrywek w latach 1954 i 1957. W 1955 roku klub zadebiutował w rozgrywkach Victorian Division One (pierwszy poziom rozgrywek piłkarskich w stanie Wiktoria), które ukończył na 12. miejscu i spadał do Victorian Division 2. Od 1958 roku klub ponownie występował na pierwszy poziomie rozgrywek, który zaczął funkcjonować pod nazwą Victorian State League.
W 1964 roku George Cross FC zwyciężył w krajowych pucharze Australia Cup. W finale po dogrywce  pokonał drużynę APIA Leichhardt w stosunku 3:2. W 1977 roku George Cross FC triumfował w rozgrywkach Victorian State League, zajmując 1. miejsce w lidze z dorobkiem 34 punktów. W Victorian State League klub występował nieprzerwanie od 1958 roku do 1983 roku. W 1983 roku klub George Cross FC zmienił nazwę na Sunshine George Cross FC.

### Lata 1984 – 1991
W 1984 roku Sunshine George Cross FC przystąpił do rozgrywek krajowej ligi National Soccer League. Sunshine George Cross FC zainaugurował rozgrywki w NSL w dniu 4 marca 1984 roku w domowym spotkaniu przeciwko Green Gully SC. Spotkanie zakończyło się bezbramkowym remisem. W inauguracyjnym sezonie klub zajął ostatnie 12. miejsce w Konferencji Południowej i nie awansował do serii finałowej rozgrywek.
Sunshine George Cross uczestniczył łącznie w 8. sezonach NSL. Osiągając najlepszy wynik w 1986 roku. W sezonie zasadniczym Konferencji Południowej klub zajął 4. miejsce i awansował do serii finałowej rozgrywek. W serii finałowej klub dotarł do ćwierćfinału Konferencji Południowej, w którym uległ drużynie Footscray JUST w stosunku 0:2.
Ostatnim sezonem klubu w rozgrywkach NSL był sezon 1990/1991. W sezonie zasadniczym Sunshine George Cross zajął przedostatnie 13. miejsce i spadł do rozgrywek stanowych  – Victorian Premier League. Ostatni mecz w NSL klub rozegrał w dniu 7 kwietnia 1991 roku przeciwko drużynie Wollongong City. Spotkanie zakończyło się wygraną klubu Sunshine George Cross w stosunku 3:2.

### Od 1992 roku
Klub Sunshine George Cross po opuszczeniu ligi krajowej NSL, w latach 1992 – 1994, 2005 – 2007 oraz 2009 – 2010 występował w rozgrywkach Victorian Premier League. W 1994 roku klub zmienił nazwę na Sunshine Georgies. W dniu 11 maja 2010 roku klub powrócił do poprzedniej nazwy Sunshine George Cross Football Club. W listopadzie 2018 roku klub Sunshine George Cross FC oficjalnie zmienił nazwę na Caroline Springs George Cross FC.

## Sukcesy

### Krajowe
- Zwycięzca pucharu Australia Cup (1): 1964[13].

### Stanowe
- Mistrz National Premier Leagues Victoria[a] (1): 1977;
- Mistrz Victorian Division 2 (2): 1954, 1957;
- Mistrz Victorian Division 3 (1): 1949;
- Zwycięzca pucharu Dockerty Cup (3): 1959, 1962, 1978;
- Zwycięzca pucharu State League Cup (4): 1959, 1973, 1977, 2003;
- Zwycięzca pucharu Ampol Cup (3): 1961, 1965, 1974;
- Zwycięzca pucharu Harry Amstrong Cup (2): 1976, 1994[13].